# 셰인 굴드

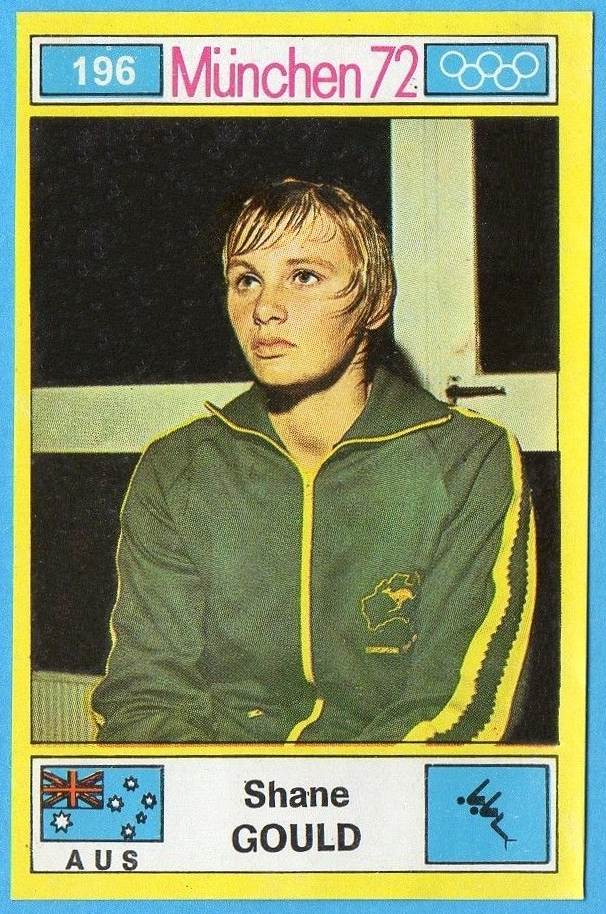

셰인 굴드(Shane Elizabeth Gould, MBE, 1956년 11월 23일~)는 오스트레일리아의 수영 선수이다. 1972년 뮌헨 올림픽에서 3개의 금메달과 각각 1개의 은메달, 동메달을 따면서 오스트레일리아의 대표적인 스포츠 스타 중 한명이 되었다.

## 생애
멜버른 올림픽의 첫 시합이 열린 날에 시드니에서 태어난 굴드는 18개월 때 가족과 함께 피지로 이주하였다. 6세 때 능력있는 수영 선수가 되었으며, 브리즈번의 세인트 피터스 루터란 칼리지(St Peters Lutheran College)에서 수학하였다.
이후 1972년 뮌헨 올림픽에 15세의 나이로 참가하여 3개의 경주에서 세계 기록들을 세우면서 금메달 3개·은메달 1개·동메달 1개를 획득하는 성과를 거둔다.
16세에 수영에서 은퇴하였다.
그녀는 100m부터 1500m까지 모든 자유형 세계 기록을 보유한 단 하나의 선수, 단 하나의 여성이며, 3개의 세계 기록들과 함께 3개의 금메달을 획득한 처음이자 마지막 여성 수셩 선수이다.
1972년 '올해의 오스트레일리아인(Australian of the Year)'으로 선정되었다.
2000년 시드니 올림픽 개막식에서 성화 봉송 주자들 중의 하나로 활약하였다.

## 다른 공로
- 세계 최고 스포츠 여성 (1971);
- ABC 올해의 스포츠 여성 (1971, 1972);
- 올해의 오스트레일리아인 (1972);
- 대영 제국 훈장 5등급 (MBE, 1981);
- 올림픽 훈장 (1994);
- 오스트레일리아 스포츠의 전설 (1995);
- 오스트레일리아 스포츠 메달 (2000);
- 100년제의 메달 (2003)

## 같이 보기
- 올림픽 수영 여자 메달리스트 목록
- 수영 자유형 100m 세계 기록 추이
- 수영 자유형 200m 세계 기록 추이
- 수영 개인혼영 200m 세계 기록 추이
- 수영 자유형 400m 세계 기록 추이
- 수영 자유형 800m 세계 기록 추이
- 수영 자유형 1500m 세계 기록 추이